# Russell Crowe
Russell Ira Crowe (Wellington, 7 aprile 1964) è un attore, regista e cantante neozelandese.
È noto soprattutto per avere interpretato il ruolo del comandante e generale Massimo Decimo Meridio nel film Il gladiatore di Ridley Scott, ruolo che gli ha dato molta popolarità e gli ha consentito di aggiudicarsi il Premio Oscar come miglior attore protagonista nel 2001. Ha interpretato inoltre il matematico John Nash in A Beautiful Mind di Ron Howard, grazie al quale ha ottenuto un BAFTA, un Golden Globe e la sua terza candidatura all'Oscar, il capitano Jack Aubrey in Master & Commander - Sfida ai confini del mare di Peter Weir, il pugile James J. Braddock in Cinderella Man - Una ragione per lottare, sempre di Ron Howard, e lo psicopatico Tom Cooper nel film Il giorno sbagliato di Derrick Borte.
Tra gli altri ruoli più noti vi sono Hando in Skinheads, il dottor Jeffrey Wigand in Insider - Dietro la verità di Michael Mann (che nel 1999 gli ha fruttato la sua prima candidatura all'Oscar), Robin Hood nell'omonimo film del 2010 (diretto ancora da Ridley Scott) e l'ispettore Javert in Les Misérables di Tom Hooper, adattamento cinematografico dell'omonimo musical di Claude-Michel Schönberg (a sua volta tratto dal romanzo di Victor Hugo). Nel 2020 si è aggiudicato per la seconda volta il Golden Globe per la sua interpretazione di Roger Ailes nella miniserie The Loudest Voice - Sesso e potere.
È stato iscritto fra le celebrità della Hollywood Walk of Fame: la sua stella ha il numero 2 404.

## Biografia
I suoi genitori, Jocelyn Yvonne Wemyss e John Alexander Crowe, sono gestori dei catering dei set cinematografici. Il padre ha inoltre gestito un albergo in passato. Il nonno materno, Stan Weymess, era un regista che ricevette l'Ordine dell'Impero Britannico per aver filmato gli eventi della seconda guerra mondiale, nonché membro della New Zealand Film Unit. È di origini gallesi, scozzesi, irlandesi, tedesche, italiane, norvegesi e svedesi. Suo zio e i suoi cugini sono tutti membri della squadra nazionale di cricket della Nuova Zelanda.
Dopo avere partecipato a numerose serie televisive e soap opera come Neighbours ottiene la parte di protagonista in alcuni film australiani tra cui Skinheads, nel 1992, per il quale ottiene il premio come miglior attore protagonista dall'Australian Film Institute, e considerato il suo vero esordio cinematografico, oltre che suo primo film importante. Skinheads ebbe un notevole successo di critica. Nel 1993 affiancò Charlotte Rampling nel film Un piccolo grande eroe. Nel 1995 Sharon Stone, in veste di produttrice e protagonista del western Pronti a morire, lo chiama per interpretare una parte in questo film. Nonostante il cast, composto da stelle del cinema (oltre alla Stone e Crowe, Gene Hackman, Leonardo DiCaprio e la regia di Sam Raimi) il film si rivela un flop dal punto di vista del botteghino come da quello della critica. 
Nello stesso anno partecipa ad altri due film, Miss Magic e Fino alla fine. Seguono altri insuccessi fin quando, nel 1997, l'interpretazione dell'agente Bud White in L.A. Confidential lo lancia tra le stelle di Hollywood. Nello stesso anno interpreterà altri due film, ovvero Paradiso di fuoco e Breaking Up - Lasciarsi.
Dopo avere interpretato John Biebe accanto a Burt Reynolds in Mistery, Alaska, per Crowe iniziano gli anni 2000 e il periodo di grandi consensi. Il primo è per Insider - Dietro la verità di Michael Mann, nel quale interpreta il dottor Jeffrey Wigand; qui Crowe viene candidato sia al premio Golden Globe sia all'Oscar come miglior attore protagonista, ma viene battuto prima da Denzel Washington per Hurricane - Il grido dell'innocenza, poi da Kevin Spacey per American Beauty. Sarà l'anno seguente, il 2000, a vedere Crowe travolto da una grande notorietà internazionale: l'interpretazione del generale romano Massimo Decimo Meridio nel film Il gladiatore di Ridley Scott, da cui comincerà quel sodalizio con il regista che dura tutt'oggi, gli farà vincere l'Oscar al miglior attore (al Golden Globe in detta categoria viene battuto da Tom Hanks per Cast Away).
Nel tempo libero Russell Crowe è anche un apprezzato cantante e con la sua band si è esibito, tra l'altro, al Festival di Sanremo 2001. Nel 2010 si è esibito in Piazza di Spagna, a Roma, assieme agli attori co-protagonisti di Robin Hood, Alan Doyle, frontman della band canadese Great Big Sea e suo grande amico, Scott Grimes e Kevin Durand.
L'anno successivo Ron Howard lo contatta per il ruolo del professore di matematica schizofrenico John Nash nella pellicola A Beautiful Mind. Per la sua interpretazione, Crowe conquista il Golden Globe e il BAFTA Award come miglior attore protagonista, arrivando perciò come favorito principale alla 73ª notte degli Oscar; similmente a quanto avvenuto ai Golden Globe del 2000, gli giurati dell'Academy gli preferiscono Denzel Washington, stavolta per Training Day.

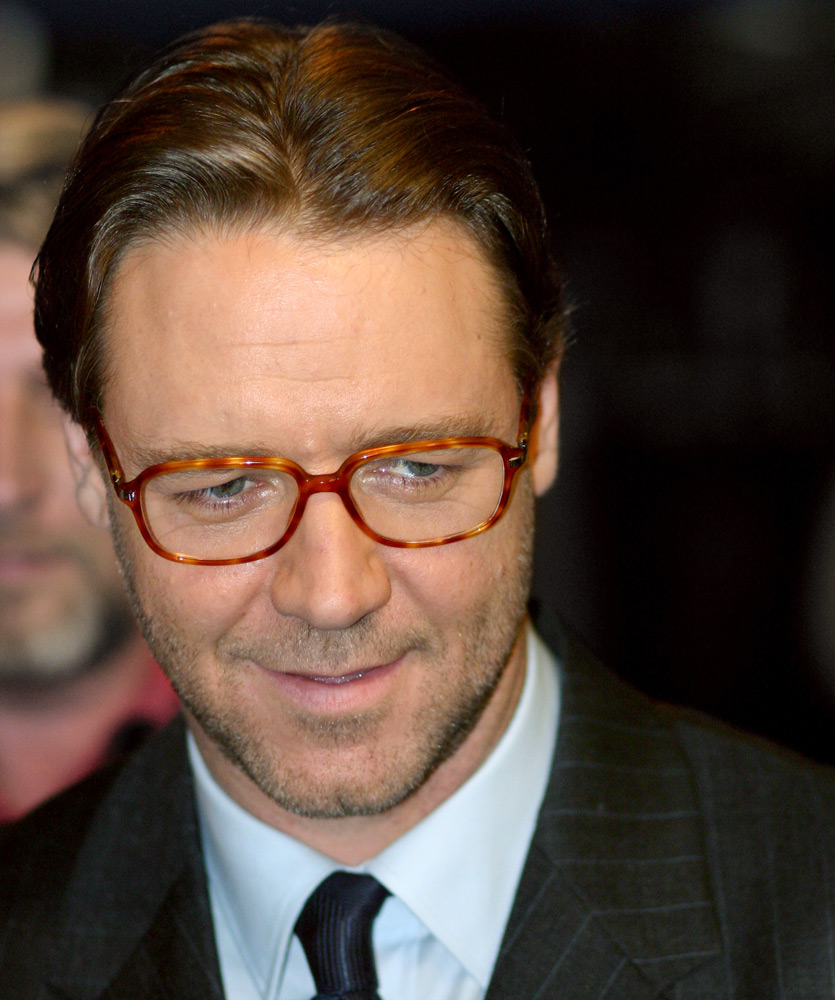
Crowe nel 2005 durante le riprese di Un'ottima annata - A Good Year

A questo punto si prende una piccola pausa e torna sullo schermo due anni dopo nel nuovo film di Peter Weir Master & Commander - Sfida ai confini del mare, un film che fonde avventura, storico, drammatico e di guerra dove Crowe interpreta il capitano Jack Aubrey e viene nominato ai Golden Globe. Due anni dopo, nel 2005, è protagonista di Cinderella Man - Una ragione per lottare di Ron Howard; qui riceve la sua quinta candidatura ai Golden Globe. Poi nel 2006 è protagonista di Un'ottima annata - A Good Year di Ridley Scott.
Nel 2007 è protagonista con Christian Bale del remake del film Quel treno per Yuma e con Denzel Washington in American Gangster di Ridley Scott. Interpreta poi Nessuna verità, nuovamente di Ridley Scott, dove Crowe interpreta un boss della CIA, dividendo lo schermo con Leonardo DiCaprio. Nel 2008 Crowe è voce narrante nel film documentario Bra Boys, scritto e diretto da Sunny Abberton. Nel 2009 è tra i protagonisti, assieme a Ben Affleck, Rachel McAdams e Helen Mirren, del thriller politico State of Play, mentre nel 2010 torna ancora una volta a collaborare con Ridley Scott in Robin Hood.
Nel 2012 interpreta il ruolo dell'ispettore Javert nel film musicale Les Misérables, in cui recita assieme all'amico Hugh Jackman. Sempre nel 2012 si sono svolte le riprese dell'adattamento cinematografico del racconto biblico del diluvio universale, progetto del regista Darren Aronofsky, dove Crowe interpreta il protagonista Noè. L'uscita del colossal biblico, intitolato Noah e prodotto da Paramount Pictures e New Regency Productions, è avvenuta nella primavera del 2014.
Nel 2013 interpreta Jor-El, padre kryptoniano di Superman, interpretato da Henry Cavill, nel film L'uomo d'acciaio. Il film è stato diretto da Zack Snyder e nel cast sono presenti anche Amy Adams, Kevin Costner e Diane Lane. L'anno successivo prende parte al film Storia d'inverno accanto a Colin Farrell. Nel 2014 esordisce alla regia con il film The Water Diviner, dove interpreta anche il ruolo del protagonista, un uomo che, dopo la prima guerra mondiale, si reca in Turchia dalla nativa Australia per cercare i suoi figli dispersi.
Nel 2015 esce nelle sale Padri e figlie, dove l'attore recita a fianco di Amanda Seyfried. Il film narra del rapporto tra un padre e sua figlia nell'arco di 25 anni. Nel 2016 è protagonista, insieme a Ryan Gosling, della commedia d'azione The Nice Guys, diretta da Shane Black; nello stesso anno prende parte a La mummia, reboot del film sulla mummia, dove interpreta il Dr. Henry Jekyll. Nel 2020, a seguito della sua interpretazione nella miniserie The Loudest Voice della controversa figura di Roger Ailes, ex amministratore delegato di Fox News, molto apprezzata da parte della critica, riceve il Golden Globe come miglior attore in una miniserie o film televisivo. Nel 2022 interpreta Zeus nel film Thor: Love and Thunder.
Nel 2023 interpreta padre Gabriele Amorth nel film L'esorcista del papa. Nello stesso periodo inizia un tour con la sua band, The Gentlemen Barbers, esibendosi anche al Festival di Sanremo 2024 nel corso della terza serata a distanza di 23 anni dall'ultima volta (nel 2001 aveva suonato con la band 30 Odd Foot of Grunts). In estate la band gira l’Italia in tour per diverse date e Crowe viene intervistato a Noos, programma documentaristico di Alberto Angela, dove racconterà la sua esperienza da attore ne Il gladiatore venendo doppiato nuovamente da Luca Ward come nel film. Nel 2024 collabora con Zucchero Fornaciari per il brano Just Breathe incluso in Discover II, e come ospite durante l'Overdose d'amore World Tour.

## Vita privata

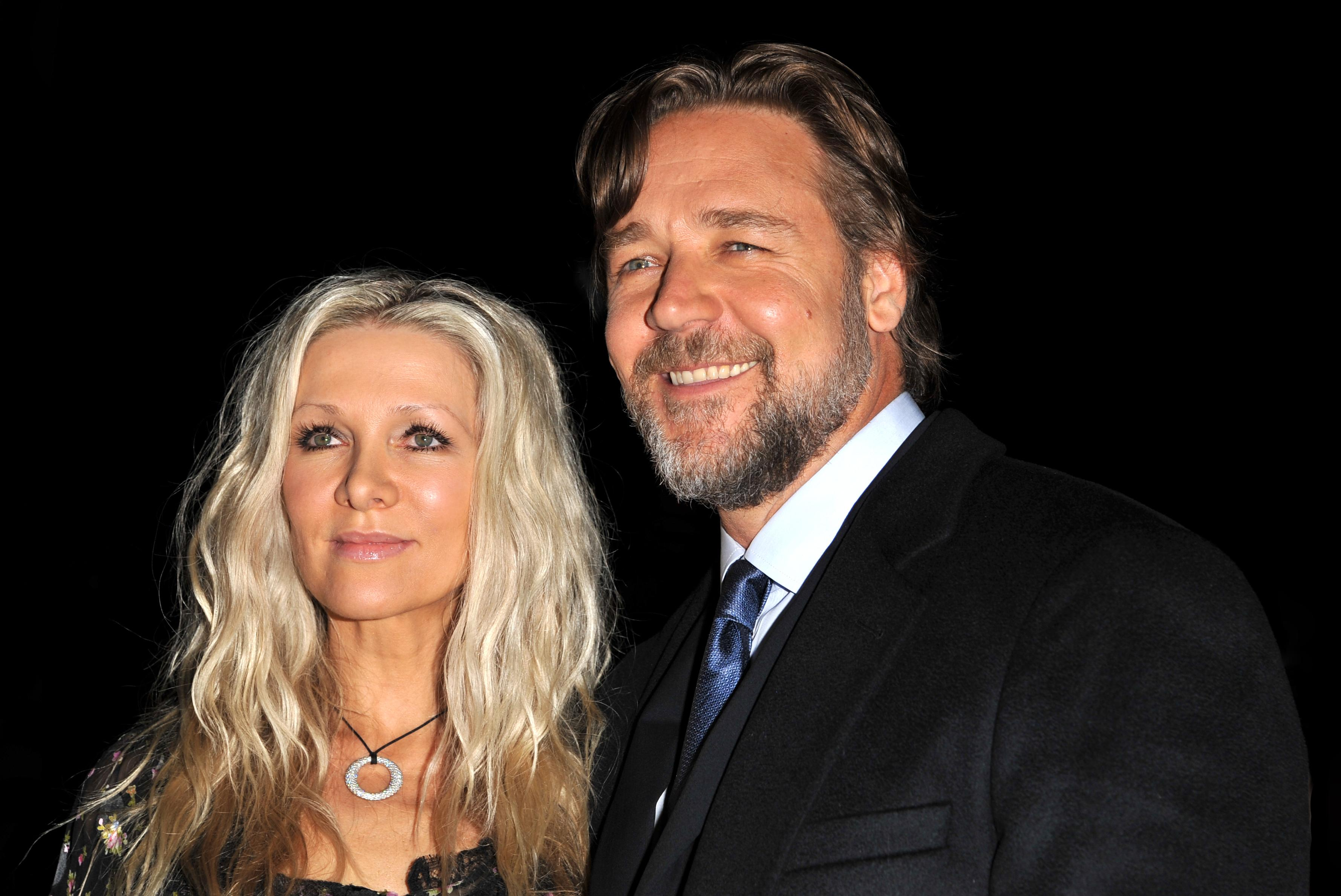
Crowe con l'ex moglie Danielle Spencer a Sydney nel 2011

Il 7 aprile 2003 ha sposato la cantante australiana Danielle Spencer. Dal loro matrimonio sono nati due figli: Charles Spencer Crowe (nato il 21 dicembre 2003) e Tennyson Spencer Crowe (nato il 7 luglio 2006). Dopo essersi separati nel 2012, nell'aprile 2018 la coppia divorzia.
Nel 2005 a New York Crowe fu arrestato per aggressione dopo avere colpito in faccia, con un telefono, un impiegato dell'albergo dove alloggiava.

## Filmografia

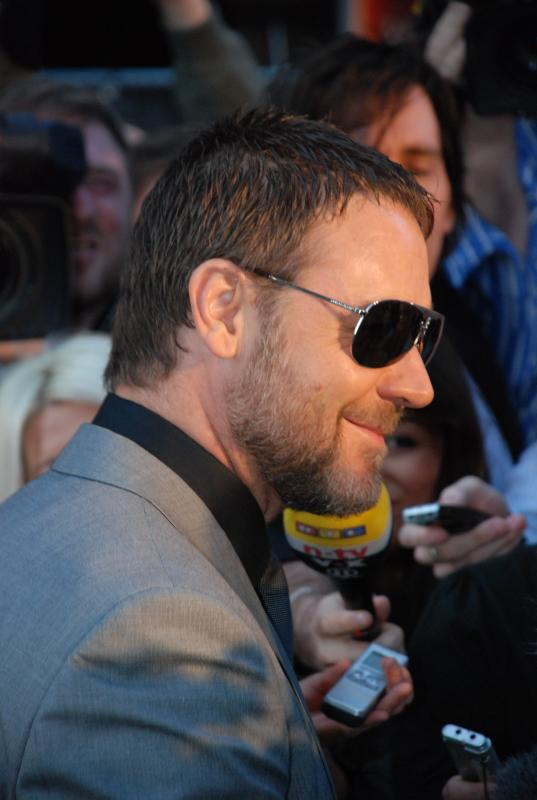
Crowe a Londra per la prima di State of Play (2009)

### Attore

#### Cinema
- Giuramento di sangue (Blood Oath), regia di Stephen Wallace (1990)
- The Crossing, regia di George Ogilvie (1990)
- Istantanee (Proof), regia di Jocelyn Moorhouse (1991)
- Spotswood, regia di Mark Joffe (1992)
- Skinheads (Romper Stomper), regia di Geoffrey Wright (1992)
- Un piccolo grande eroe (Hammers Over the Anvil), regia di Ann Turner (1993)
- For the Moment, regia di Aaron Kim Johnston (1993)
- Love in Limbo, regia di David Elfick (1993)
- The Silver Brumby, regia di John Tatoulis (1993)
- Tutto ciò che siamo (The Sum of Us), regia di Geoff Burton e Kevin Dowling (1994)
- Pronti a morire (The Quick and the Dead), regia di Sam Raimi (1995)
- Fino alla fine (No Way Back), regia di Frank A. Cappello (1995)
- Virtuality (Virtuosity), regia di Brett Leonard (1995)
- Miss Magic (Rough Magic), regia di Clare Peploe (1995)
- L.A. Confidential, regia di Curtis Hanson (1997)
- Paradiso di fuoco (Heaven's Burning), regia di Craig Lahiff (1997)
- Breaking Up - Lasciarsi (Breaking Up), regia di Robert Greenwald (1997)
- Mistery, Alaska, regia di Jay Roach (1999)
- Insider - Dietro la verità (The Insider), regia di Michael Mann (1999)
- Il gladiatore (Gladiator), regia di Ridley Scott (2000)
- Rapimento e riscatto (Proof of Life), regia di Taylor Hackford (2000)
- A Beautiful Mind, regia di Ron Howard (2001)
- Master & Commander - Sfida ai confini del mare (Master and Commander: The Far Side of the World), regia di Peter Weir (2003)
- Cinderella Man - Una ragione per lottare (Cinderella Man), regia di Ron Howard (2005)
- Un'ottima annata - A Good Year (A Good Year), regia di Ridley Scott (2006)
- Quel treno per Yuma (3:10 to Yuma), regia di James Mangold (2007)
- American Gangster, regia di Ridley Scott (2007)
- Nessuna verità (Body of Lies), regia di Ridley Scott (2008)
- State of Play, regia di Kevin Macdonald (2009)
- Tenderness, regia di John Polson (2009)
- Robin Hood, regia di Ridley Scott (2010)
- The Next Three Days, regia di Paul Haggis (2010)
- Les Misérables, regia di Tom Hooper (2012)
- L'uomo con i pugni di ferro (The Man with the Iron Fists), regia di RZA (2012)
- Broken City, regia di Allen Hughes (2013)
- L'uomo d'acciaio (Man of Steel), regia di Zack Snyder (2013)
- Storia d'inverno (Winter's Tale), regia di Akiva Goldsman (2014)
- Noah, regia di Darren Aronofsky (2014)
- The Water Diviner, regia di Russell Crowe (2014)
- Padri e figlie (Fathers and Daughters), regia di Gabriele Muccino (2015)
- The Nice Guys, regia di Shane Black (2016)
- War Machine, regia di David Michôd (2017) - cameo
- La mummia (The Mummy), regia di Alex Kurtzman (2017)
- Boy Erased - Vite cancellate (Boy Erased), regia di Joel Edgerton (2018)
- The Kelly Gang (True History of the Kelly Gang), regia di Justin Kurzel (2019)
- Il giorno sbagliato (Unhinged), regia di Derrick Borte (2020)
- Zack Snyder's Justice League, regia di Zack Snyder (2021) - cameo vocale
- Thor: Love and Thunder, regia di Taika Waititi (2022)
- Una birra al fronte (The Greatest Beer Run Ever), regia di Peter Farrelly (2022)
- Poker Face, regia di Russell Crowe (2022)
- Prizefighter - La forza del campione (Prizefighter: The Life of Jem Belcher), regia di Daniel Graham (2022)
- L'esorcista del papa (The Pope's Exorcist), regia di Julius Avery (2023)
- Land of Bad, regia di William Eubank (2024)
- Sleeping Dogs, regia di Adam Cooper (2024)
- L'esorcismo - Ultimo atto (The Exorcism), regia di Joshua John Miller (2024)
- Kraven - Il cacciatore (Kraven the Hunter), regia di J. C. Chandor (2024)

#### Televisione
- The Loudest Voice - Sesso e potere (The Loudest Voice) – miniserie TV, 7 puntate (2019)

### Regista
- The Water Diviner (2014)
- Poker Face (2022)

### Produttore
- Robin Hood, regia di Ridley Scott (2010)
- Padri e figlie (Fathers and Daughters), regia di Gabriele Muccino (2015)

## Riconoscimenti
- Premio Oscar
  - 2000 – Candidatura per il migliore attore per Insider - Dietro la verità
  - 2001 – Migliore attore per Il gladiatore
  - 2002 – Candidatura per il migliore attore per A Beautiful Mind
- Golden Globe
  - 2000 – Candidatura per il migliore attore in un film drammatico per Insider – Dietro la verità
  - 2001 – Candidatura per il migliore attore in un film drammatico per Il gladiatore
  - 2002 – Migliore attore in un film drammatico per A Beautiful Mind
  - 2004 – Candidatura per il migliore attore in un film drammatico per Master & Commander - Sfida ai confini del mare
  - 2006 – Candidatura per il migliore attore in un film drammatico per Cinderella Man - Una ragione per lottare
  - 2020 – Migliore attore in una miniserie o film televisivo per The Loudest Voice - Sesso e potere
- Premio BAFTA
  - 2001 – Candidatura per il migliore attore per Il gladiatore
  - 2002 – Migliore attore per A Beautiful Mind
- Screen Actors Guild Award
  - 2001 – Candidatura per il migliore attore per Il gladiatore
  - 2002 – Migliore attore per A Beautiful Mind
- MTV Movie Awards
  - 2001 – Candidatura al miglior combattimento (Combattimento contro l'avversario mascherato e le tigri) per Il gladiatore
  - 2001 – Candidatura alla migliore performance maschile per Il gladiatore
  - 2002 – Candidatura alla migliore performance maschile per A Beautiful Mind
- AFI Awards
  - 2002 – Candidatura all'attore dell'anno per A Beautiful Mind
- Dallas-Fort Worth Film Critics Association Awards
  - 2001 – Miglior attore protagonista per Il gladiatore
  - 2002 – Miglior attore protagonista per A Beautiful Mind
  - 2005 – Candidatura al miglior attore per Cinderella Man – Una ragione per lottare
- Online Film Critics Society Awards
  - 2001 – Candidatura al miglior attore protagonista per Il gladiatore
  - 2002 – Candidatura al miglior attore protagonista per A Beautiful Mind
- Phoenix Film Critics Society Awards
  - 2002 – Miglior attore protagonista per A Beautiful Mind
- San Diego Film Critics Society Awards
  - 2000 – Miglior attore protagonista per Il gladiatore
  - 2001 – Candidatura al miglior attore protagonista per A Beautiful Mind
- Vancouver Film Critics Circle
  - 2002 – Candidatura al miglior attore protagonista per A Beautiful Mind
- Saturn Award
  - 2001 – Candidatura al miglior attore protagonista per Il gladiatore
- Empire Awards
  - 2001 – Miglior attore protagonista per Il gladiatore
- Las Vegas Film Critics Society Awards
  - 2001 – Candidatura al miglior attore protagonista per Il gladiatore
  - 2004 – Candidatura al miglior attore per Master & Commander – Sfida ai confini del mare
- Blockbuster Entertainment Award
  - 2001 – Miglior attore in un film d'azione per Il gladiatore
- London Critics Circle Film Awards
  - 2001 – Attore dell'anno per Il gladiatore e Insider – Dietro la verità
  - 2004 – Candidatura all'attore dell'anno per Master & Commander – Sfida ai confini del mare

## Doppiatori italiani
Nelle versioni in italiano delle opere in cui ha recitato, Russell Crowe è stato doppiato da:
- Luca Ward in Giuramento di sangue, L.A. Confidential, Il gladiatore, Rapimento e riscatto, Master & Commander - Sfida ai confini del mare, Cinderella Man - Una ragione per lottare, Un'ottima annata - A Good Year, Quel treno per Yuma, Nessuna verità, Tenderness, The Next Three Days, Les Misérables, L'uomo con i pugni di ferro, L'uomo d'acciaio, Storia d'inverno, The Water Diviner, Padri e figlie, The Nice Guys, La mummia, Boy Erased - Vite cancellate, The Kelly Gang, The Loudest Voice - Sesso e potere, Il giorno sbagliato, Thor: Love and Thunder, Una birra al fronte, Poker Face, Prizefighter - La forza del campione, L'esorcista del papa, Land of Bad, Sleeping Dogs, L'esorcismo - Ultimo atto, Kraven - Il cacciatore
- Fabrizio Pucci in Skinheads, A Beautiful Mind, American Gangster, State of Play, Robin Hood, Noah
- Francesco Prando in Paradiso di fuoco, Breaking Up - Lasciarsi
- Luca Dal Fabbro in Istantanee
- Massimo De Ambrosis in Un piccolo grande eroe
- Luca Biagini in The Silver Stallion
- Sandro Acerbo in Pronti a morire
- Alessandro Rossi in Fino alla fine
- Saverio Garbarino in Virtuality
- Pino Insegno in Miss Magic
- Francesco Pannofino in Mistery, Alaska
- Massimo Corvo in Insider - Dietro la verità
- Claudio Sorrentino in Broken City

Da doppiatore è sostituito da:
- Luca Ward in Zack Snyder's Justice League

In L.A. Confidential la scelta di Luca Ward è stata fatta dallo stesso Crowe, mentre in American Gangster la scelta di Fabrizio Pucci è stata fatta dal regista Ridley Scott assieme al montatore italiano Pietro Scalia.